# Bükkös papsapkagomba
A bükkös papsapkagomba (Gyromitra parma) a papsapkagombafélék családjába tartozó, Európában honos, nem ehető, ritka gombafaj. 

## Megjelenése

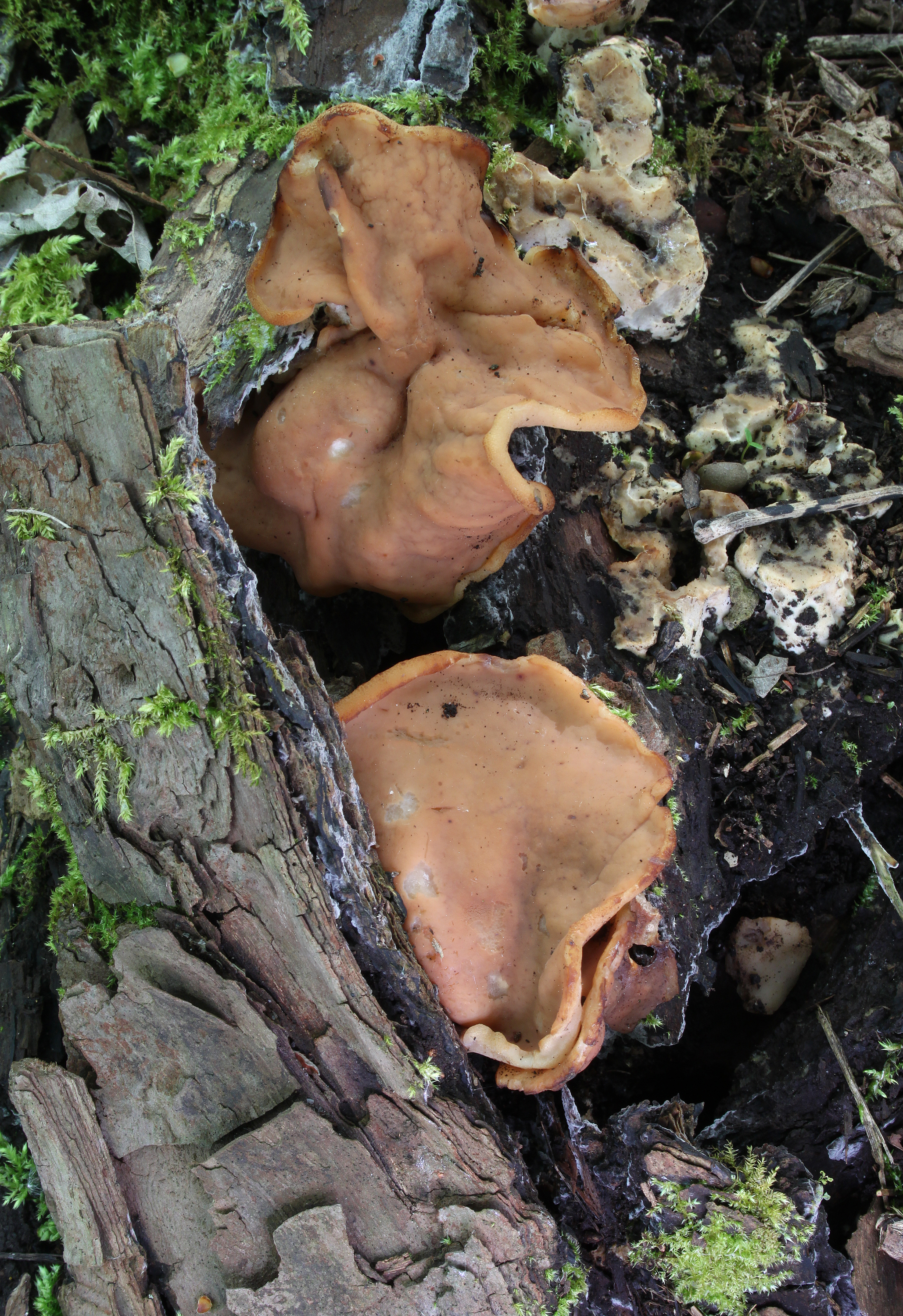

A bükkös papsapkagomba termőtestének átmérője 5-10 cm, magassága 3-6 cm. Alakja fiatalon tárcsa- vagy némileg csészeszerű, belső felszíne ráncos, hullámosan egyenetlen, lapos, közepén bemélyül. Széle hullámos. Színe vörösesbarna, dohánybarna vagy sárgásbarna; külső oldala világosabb barna és fehér színű tönkbe megy át. Húsa kemény, törékeny, világosbarna színű, íze és szaga nem jellegzetes. 
Spórapora fehér. Spórája elliptikus, tüskés, mérete 25-33 x 11-13 μm.
Tönkje 3-5 cm magas, 2-3 cm vastag. Alakja a tövénél ráncos, gödrös, kiszélesedő, belül üres vagy kamrás.

### Hasonló fajok
A ráncos koronggombával vagy a ráncos tárcsagombával lehet összetéveszteni.

## Elterjedése és termőhelye
Ritka európai faj, csak az 1970-es években írták le Svájcból. Magyarországon csak néhány helyen észlelték. 
Lombos- vagy tűlevelű erdők lakója, kőrissel, égerrel, juharral, luccal együtt találták meg Magyarországon. Szaprobionta, a talajon, korhadt famaradványokat átszőve, vagy közvetlenül a korhadó fán található egyesével vagy kisebb csoportokban. Áprilistól májusig terem.
Nem ehető. 